# Општина Тител
Општина Тител је општина у Републици Србији. Налази се у АП Војводини и спада у Јужнобачки округ. По подацима из 2004. општина заузима површину од 262 km² (од чега на пољопривредну површину отпада 21.712 ha, а на шумску 510 ha).
Седиште општине је градско насеље Тител. Општина Тител се састоји од 6 насеља. Према подацима са последњег пописа 2022. године у општини је живело 13.984 становника (према попису из 2011. било је 15.738 становника).	 У општини се налази 2 основне (једна за Тител, Вилово и Гардиновце, а друга за Шајкаш и Мошорин) и 1 средња школа.

## Демографија
| Етнички састав према попису из 2011.‍ | Етнички састав према попису из 2011.‍ | Етнички састав према попису из 2011.‍ | Етнички састав према попису из 2011.‍ | Етнички састав према попису из 2011.‍ |
| ------------------------------------ | ------------------------------------ | ------------------------------------ | ------------------------------------ | ------------------------------------ |
|                                      |                                      |                                      |                                      |                                      |
| Срби                                 | Срби                                 |                                      | 13.615                               | 86,51%                               |
| Мађари                               | Мађари                               |                                      | 822                                  | 5,22%                                |
| Роми                                 | Роми                                 |                                      | 264                                  | 1,68%                                |
| остали                               | остали                               |                                      | 742                                  | 4,71%                                |
| неизјашњени                          | неизјашњени                          |                                      | 295                                  | 1,87%                                |
| укупно: 15.738                       |                                      |                                      |                                      |                                      |

## Познате личности
- Милева Марић
- Исидора Секулић
- Светозар Милетић
- Душан Каназир
- Душан Попов